# Toén
Toén – gmina w Hiszpanii, w prowincji Ourense, w Galicji, o powierzchni 58,29 km². W 2011 roku gmina liczyła 2567 mieszkańców.